# Lestyán Attila
Lestyán Attila (1994 –) magyar színművész.

## Életpályája
1994-ben született. A kézdivásárhelyi Nagy Mózes Elméleti Líceumban érettségizett. 2013–2018 között a Színház- és Filmművészeti Egyetem hallgatója volt.

## Filmes és televíziós szerepei
- Tóth János (2017)[4]
- Egynyári kaland (2018–2019)[4] ...Misulyka
- Ízig-vérig (2019) ...Frenki
- Szép csendben (2019) ...Gyilkos
- Drága örökösök (2020) ...Mentős
- Rozmaring kunyhó (2022) ...Dr. Holdas Oszkár
- Átjáróház (2022) ...sakkozó halott
- Apatigris (2023) ...Kristóf
- Brigi és Brúnó (2023) ...Utazási ügynök
- Háromezer számozott darab (2023) ...rendőr
- Látom, amit látsz (2023) ...Marián
- Cicaverzum (2023) ...Jácint
- Valami Amerika (2023) ...Létra
- A mi kis falunk (2024) ...Jógi

## Díjai, elismerései
- Máthé Erzsi Alapítvány díja (2018)[5]